# Carl von Brühl
Pour les articles homonymes, voir Brühl.
Carl Friedrich Moritz Paul comte von Brühl, également Karl von Brühl (né le 18 mai 1772 à Pörten et mort le 9 août 1837 à Berlin), est un vrai conseiller privé royal prussien, directeur général des théâtres et des musées de Berlin. De 1809 jusqu'à sa mort, il est membre de l'Académie de chant de Berlin.

## La vie

### Origine
Carl Graf von Brühl est issu de la famille aristocratique de Thuringe von Brühl. Il est le fils de l'inspecteur général de la construction des routes de Brandebourg et de Poméranie Hanns Moritz von Brühl (1746-1811) et de sa femme Christina (également Johanna Margarethe Christine), née von Schleyerweber et Friedenau (1756-1816).

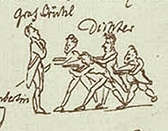
Carl Graf von Brühl en tant que directeur artistique sur le Kunzscher Riss par ETA Hoffmann

Son oncle est l'écrivain Alois Friedrich von Brühl (de) ; la Terrasse de Brühl (de) à Dresde commémore son grand-père Heinrich von Brühl, premier ministre électoral saxon et royal polonais. Après la mort de sa mère Christina "Tina" von Brühl, il reprend le domaine de Seifersdorf en 1816.
Une cousine proche de lui comme une sœur est Marie von Clausewitz, née comtesse von Brühl, épouse du général prussien et théoricien militaire Carl von Clausewitz.

### Jeunesse et études
Dès son plus jeune âge, Carl von Brühl s'intéresse aux arts et aux sciences naturelles. Ses parents reconnaissent l'intelligence du garçon et s'efforcent de lui offrir une bonne éducation dès son plus jeune âge. Il parle très tôt le français et peint beaucoup. Ainsi il dessine aussi des croquis de palais, de châteaux, d'églises lors de ses voyages. Par l'intermédiaire de ses parents, il fait la connaissance de Johann Wolfgang von Goethe dès son plus jeune âge. Il lui enseigne plus tard la minéralogie. Johann Gottfried Herder et Christoph Martin Wieland font également partie des professeurs de Carl von Brühl, avec lesquels Carl fait preuve d'une grande habileté en musique et en peinture, entre autres. Malgré cela, Carl von Brühl décide d'étudier les sciences forestières. En 1796, il entre dans la fonction publique prussienne en tant que jeune forestier. À partir de l'automne 1798, il séjourne à Weimar pendant une année entière, période au cours de laquelle il se produit également en tant qu'acteur. Il y cultive une relation très chaleureuse avec la duchesse Anne-Amélie de Weimar et son fils, mais aussi avec Goethe.

### Directeur général à Berlin
En 1800, il commence son service comme chambellan à la cour prussienne. Dans les guerres napoléoniennes en 1813, il participe en tant que volontaire. En 1814, il est commandant de Neuchâtel, où il rencontre sa future épouse, Jenny von Pourtalès.

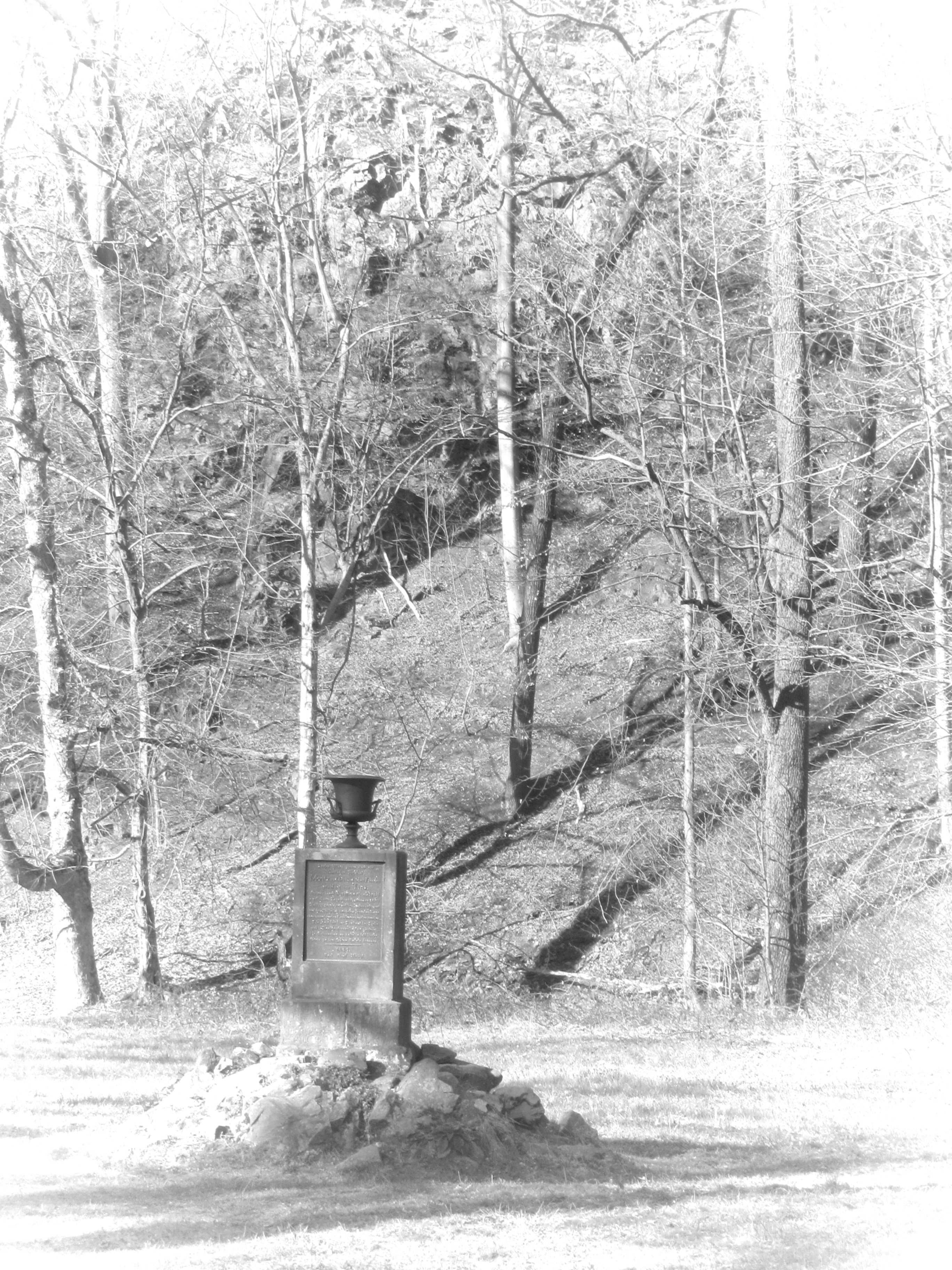
Moritz et les joies rurales - dédicacé par Tina comtesse von Brühl

Après son passage dans l'armée, Carl von Brühl devient le successeur d'August Wilhelm Iffland en tant que directeur général du Théâtre Royal de Berlin en 1815. Il y engage les acteurs Amalie Wolff-Malcolmi, Pius Alexander Wolff et Ludwig Devrient, entre autres. Un incendie détruit le théâtre de Gendarmenmarkt. Il est reconstruit par Karl Friedrich Schinkel et rouvert en mai 1821 avec Iphigenie de Johann Wolfgang von Goethe. Brühl et Goethe sont en contact étroit. Il supplie donc Goethe de lire le prologue de l'ouverture du théâtre le 26 mai 1821. Goethe est très heureux de se conformer à cette demande. Des scénographies de Karl Friedrich Schinkel sont également réalisées sous la direction de Brühl.
Carl Maria von Weber est en vive correspondance avec Carl von Brühl et dans une lettre datée du 12 août 1819 pour visiter Seifersdorf et pouvoir lui envoyer son opéra (alors encore intitulé "Die Jägersbraut"). Carl von Brühl donne le titre Freischütz à l'opéra, qui débute le 18 juin 1821 et qui connaît sa première mondiale sous sa direction. Der Freischütz est le premier opéra allemand à être joué à Berlin. La représentation est un grand succès parmi le peuple, mais est rejetée par la « cour ». Cependant, des différences avec le compositeur et chef d'orchestre italien Gaspare Spontini et la cour sont rapidement apparues, ce qui affecte rapidement la santé de Carl von Brühl. Il tombe dans une "maladie mortelle", si bien que finalement sa demande de destitution en 1828 est accordée. De nombreux voyages à travers le sud et l'ouest des états allemands, la France et la Suisse permettent la guérison de Carl von Brühl, qui est finalement nommé directeur général des musées de Berlin en 1829.
En tant que directeur général des musées, Carl von Brühl et sa famille vivent dans l'actuelle maison Magnus sur le Kupfergraben (de), à proximité immédiate de l'île aux musées de Berlin.
1828 est une année difficile pour lui. Son fils aîné Moritz est mort de la scarlatine à Seifersdorf. En conséquence, il tombe malade et démissionne de son poste de directeur des théâtres royaux cette année-là.
"La perte la plus dure que l'étape berlinoise aurait pu subir a été la démission du comte Brühl. Lorsqu'en 1828 le comte Brühl perd son fils aîné*, enfant plein d'espoir, du bonheur et de la joie de ses parents, il contracte une maladie qui effraie sa famille. Il ne se rétablit que difficilement, et le sentiment de ne plus pouvoir consacrer ses activités habituelles à sa charge lui fait demander au roi sa libération de ce domaine d'activité, ce qui lui est accordé. Il partit avec l'approbation du monarque et de tous ceux qui connaissaient ses efforts inlassables ; aussi l'amour et l'admiration sincères de tous les membres du drame royal, qui l'avaient adoré pendant tant d'années comme leur chef, s'exprimaient de la manière la plus chaleureuse. Un séjour plus long à Seifersdorf, ainsi qu'un voyage ultérieur dans le sud de l'Allemagne et en Suisse, ont progressivement restauré le calme et la sérénité perdus de l'âme. En 1830, le roi le nomme directeur général des musées."

### Seifersdorf
Brühl et sa famille appellent Seifersdorf leur "Eldorado" et se rendent généralement à Seifersdorf pendant les vacances théâtrales, alors qu'ils vivent principalement à Berlin pendant l'hiver.
Karl Friedrich Schinkel rend visite au comte dans son château et domaine natal à Seifersdorf près de Dresde et élabore des plans pour une conversion, qui a lieu dans les années qui suivent. En 1822, à la demande de Carl von Brühl, la plaque « Un château fort est notre Dieu. MDCCCXXIII ». "C'est ainsi que la maison lui semblait la mieux consacrée" est installée.
Après sa mort, Brühl poursuit le travail commencé par sa mère, Christina von Brühl, en 1781 en concevant la vallée de Seifersdorf (de) près de Dresde. En 1833, Carl fait ériger le monument "Moritz et les joies rurales - dédié par Tina" sur la piste de danse de la vallée.
Sa cousine Marie von Clausewitz, née comtesse von Brühl, meurt à Dresde en 1836 et est provisoirement enterrée à Seifersdorf. Elle est ensuite enterrée à Breslau à côté de son mari.
Brühl meurt à Berlin en 1837 et est enterré dans la crypte familiale de l'église de Seifersdorf près de Radeberg à côté de ses parents Hans Moritz et Christina von Brühl.

## Famille
Commandant, il séjourne à Neuchâtel en 1814, où il rencontre la comtesse Jenny von Pourtalès (née le 23 novembre 1795 et morte le 12 mars 1884), fille de Paul Gabriel de Pourtalès (1766-1856) et de Joséphine Guibert, mariés. Plusieurs enfants sont nés de ce mariage, dont :
- Friedrich Wilhelm Ludwig Karl Moritz (mort en 1828)
- Johann George Wilhelm Karl Gebhard von Brühl, secrétaire de légation (né le 27 avril 1818 et mort le 27 novembre 1858) marié avec le comtesse Ludmilla Gabriele Maria von Renard, fille d'Andreas Maria von Renard (née le 28 août 1830 et mort le 16 janvier 1894). Leur fils Karl von Brühl-Renard (1853-1923) est le dernier comte de Seifersdorf.
- Alexandre Nikolaus Georg Albrecht (né le 28 septembre 1821 et mort le 30 mars 1892) marié avec Adelheid Wilhelmine Mathilde von Katte (né le 31 juillet 1830 et mort le 10 avril 1910)
- Auguste Caroline Luise Elisabeth (née le 19 octobre 1827 et morte le 5 septembre 1901), dame d'honneur de la reine Élisabeth de Prusse mariée le 20 septembre 1851 avec Alfred Bonaventura von Rauch (1824-1900), général de cavalerie prussien et adjudant général des empereurs allemands
- Emilie Henriette Mathilde Anna (née le 15. juillet 1835 et morte le 28 juillet 1918) mariée le 12 août 1862 Alexander von Pfuel (de) (1825-1898), conseiller de la chevalerie et seigneur de Jahnsfelde, fils de Friedrich Heinrich Ludwig von Pfuel. Ils sont les grands-parents de Curt-Christoph von Pfuel (de).